# 坡头镇 (济源市)
坡头镇，是中华人民共和国河南省济源市下辖的一个乡镇级行政单位。

## 行政区划
坡头镇下辖以下地区：
坡头村、西滩村、店留村、柳峪沟村、狄沟村、栗树沟村、石槽沟村、白道河村、郝山村、留庄村、左山村、佛涧村、毛岭村、马住村、清涧村、连地村、大庄村、马场村、蒋庄村、蓼坞村、泰山村、校庄村、双堂村和苇园村。